# Dipterygia
Dipterygia là chi thực vật có hoa trong họ Apiaceae.